# Разлив нефти на Прадхо-Бей
Разлив нефти в заливе Прадхо-Бей — разлив нефти, который произошёл 2 марта 2006 года на месторождении Прадхо-Бей, северное побережье штата Аляске. По оценке американских властей из проржавевшего транзитного трубопровода в окружающую среду вытекло 267 тысяч галлонов (1 млн кубометров) жидкости. Сырой нефтью была покрыта заснеженная тундра площадью в 1 гектар на малонаселенном северном побережье Аляски, в 1040 километрах к северу от самого крупного города штата — Анкоридж. После обнаружения подача сырой нефти была прекращена.

## Утечка и ликвидация разлива
По сообщению Департамента Аляски по защите окружающей среды, на буровой скважине BP на месторождении Прадхо-Бей утечка сырой нефти и природного газа произошла 2 марта 2006 года. Однако, специалисты обнаружили проблему лишь на следующий день, а остановить течь рабочей бригаде удалось только в воскресенье вечером (5 марта). При этом, по информации центра контроля за скважинами компании «BP Exploration Alaska Inc» утечка природного газа все также не была ликвидирована. Причиной этому были плохие погодные условия, которые исключали возможность не только приступить к устранению последствий аварии, но и добраться до места утечки в целом.
После случившегося Дэрен Будо (представитель «BP Exploration Alaska Inc») выступил с официальным отчётом о случившемся. После внутреннего расследования и высокотехнологичной диагностики состояния трубопровода было выявлено 16 участков, на которых коррозия повредила трубопровод из-за чего в окружающую среду происходил разлив сырой нефти. После этого компания приняла решение временно остановить работу трубопровода, поскольку существовала угроза как потери сырья, так и взыскания с неё штрафов за загрязнение окружающей среды. Эксперты пришли к выводу, что при протяженности транзитной линии около 35,4 километров замене подлежит 70 % трубопровода, на что потребовалось 2-3 месяцев. Несмотря на то, что официальными основными разработчиками нефтяного месторождения являются ConocoPhillips (36,07 % акций месторождения), ExxonMobil (36,40 %) и British Petroleum (26,35 %) ответственность за аварию на данному участке трубопровода понесли лишь последние. Это было обусловлено тем, что владельцем транзитного участка, соединяющего месторождение с магистральным нефтепроводом, являлся British Petroleum.
Через некоторое время представители British Petroleum заявили, что наиболее вероятная причина коррозии — жизнедеятельность особого штамма бактерий. Этот вид бактерий населяет осадок, который оседает в трубах в течение их эксплуатации. Такой вывод со стороны компании вызвали недоумение общественности, поскольку в течение 29 лет через нефтепровод от Прадхо-Бей перекачивали сравнительно чистую нефть, свободную от воды и различных примесей, которые могли бы способствовать размножению бактерий и появлению коррозии.

## Последствия
По заявлению экологов штата Аляска и представителей "Лиги дикой природы Аляски" — это был крупнейший разлив сырой нефти на северном побережье Аляски, который можно считать экологической катастрофой. При этом появились призывы отложить реализацию поддерживаемого американскими республиканцами предложения о начале добычи нефти в Национальном заповеднике полуострова Аляска.
После случившегося British Petroleum временно закрыла месторождение на Прадхо-Бей, что спровоцировало рост мировых цен на нефть на торгах в Нью-Йорке и Лондоне. Исходя их показателей компании добыча нефти на этом крупнейшем в США месторождении приносила до 400 тысяч баррелей сырой нефти в сутки, или 8 % всего объёма американской добычи. В то же время по оценкам официальных представителей штата Аляска, прекращение транспортировки нефти через территорию штата привело к финансовым потерям бюджета свыше 4,5 миллионов долларов в день.
Спустя пять лет судебных разбирательств в 2011 году на British Petroleum в лице BP Exploration Alaska Inc. было возложено обязательство выплатить штраф в размере $ 25 млн долларов, а также дополнительно установить общесистемную программу управления целостностью трубопровода.